# Kapuzinerkloster Koblenz

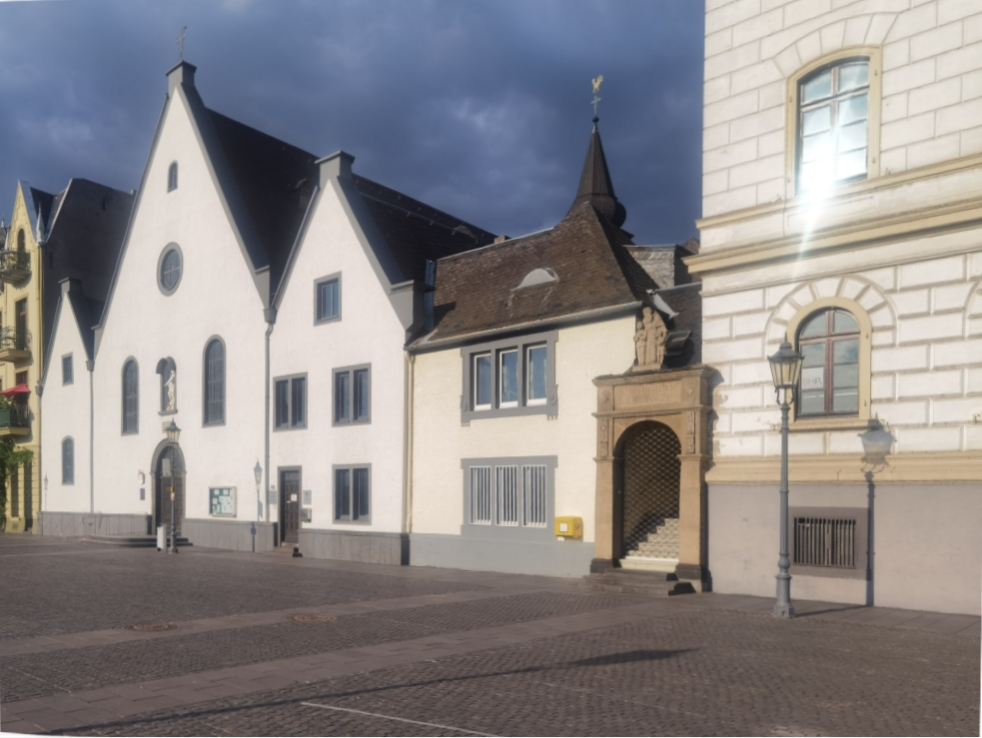
Die Kapuzinerkirche in Koblenz-Ehrenbreitstein

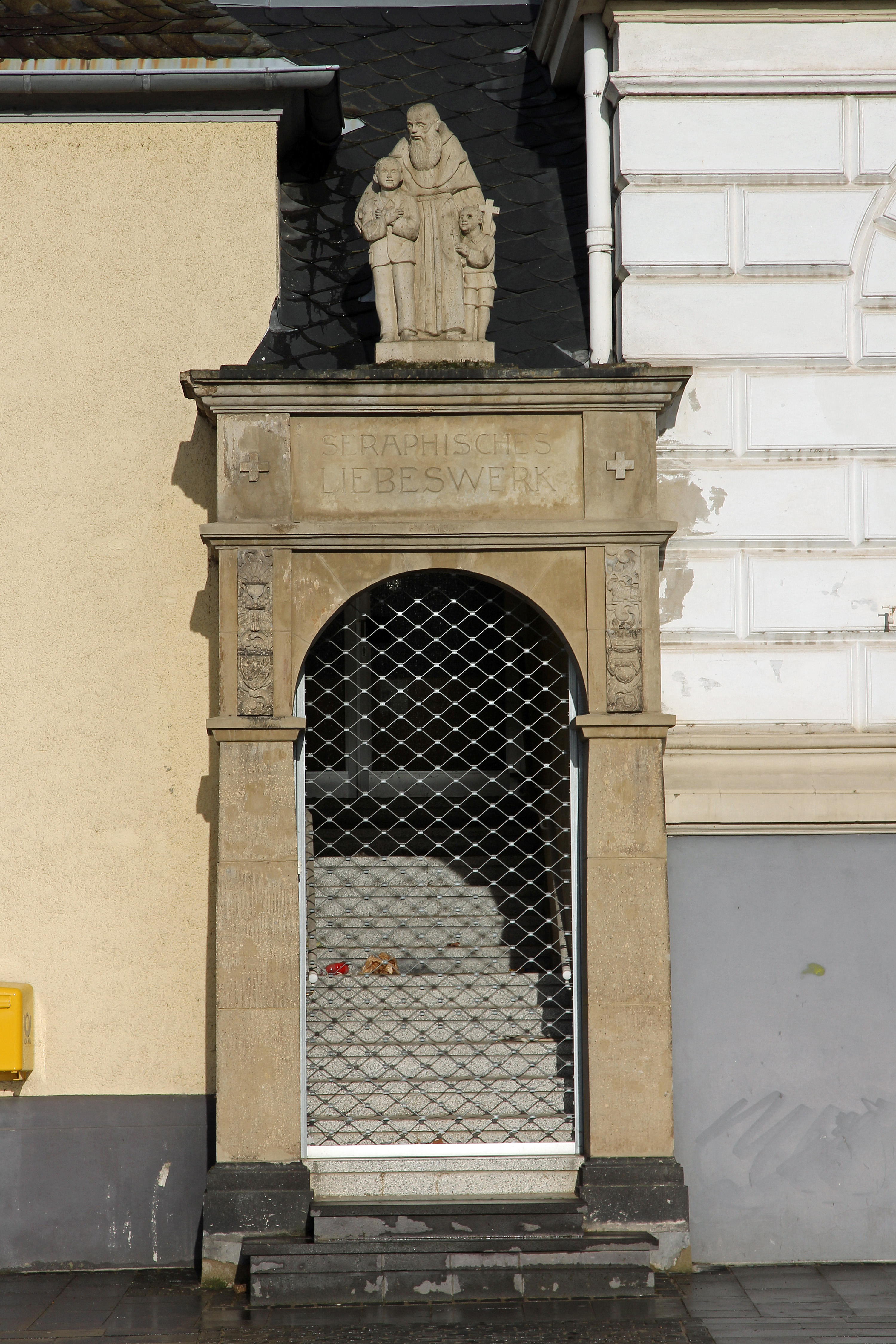
Das Klosterportal mit einer Figur von Konrad von Parzham

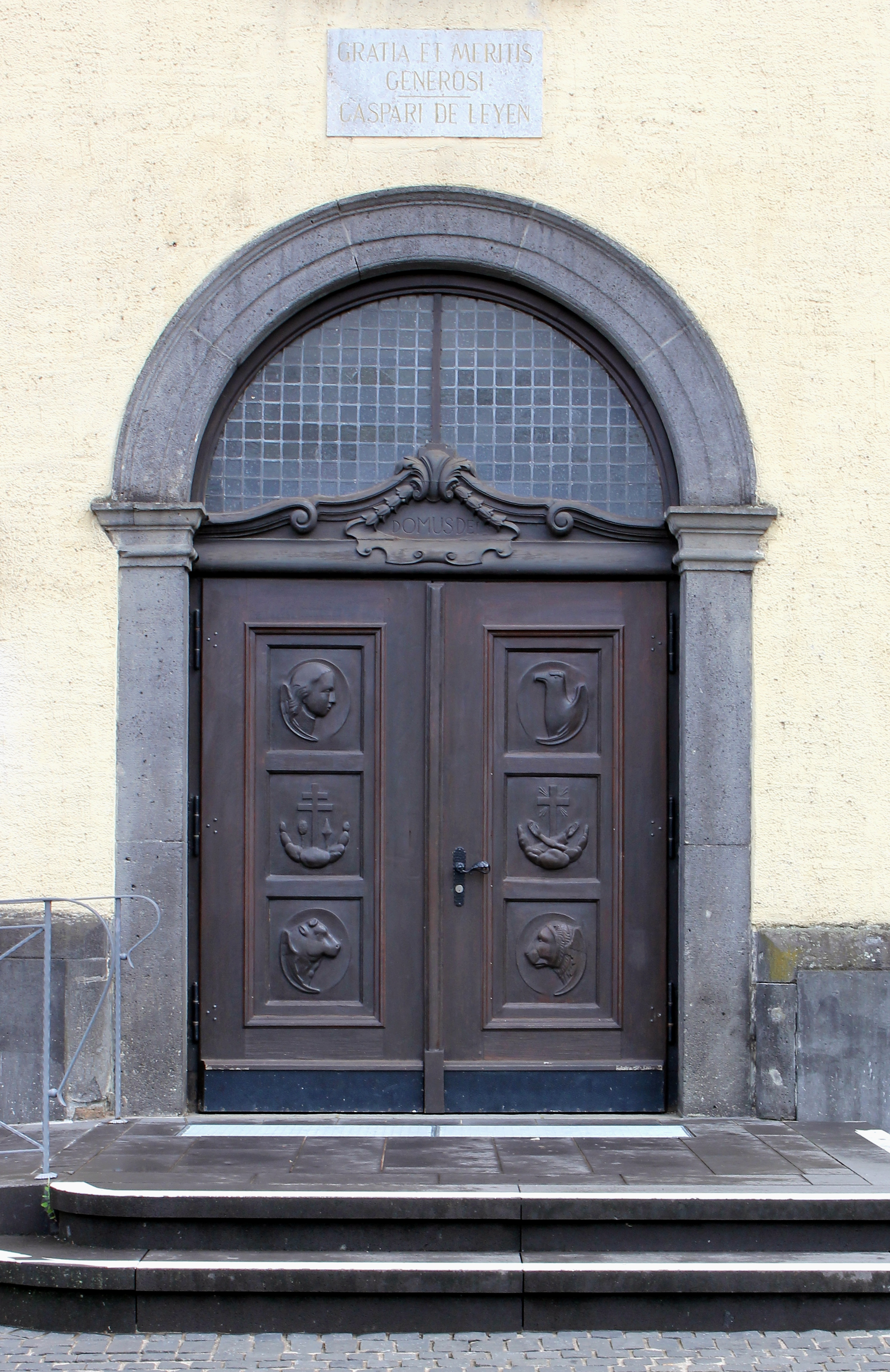
Portal der Kapuzinerkirche

Das Kapuzinerkloster Koblenz (lat.: Conventus Fratrum Minorum Capuccinorum Confluentiae) war ein Kloster in Koblenz, das von 1627 bis 2008 mit Unterbrechungen von Kapuzinern betrieben wurde. Das Kloster im Stadtteil Ehrenbreitstein war von 1908 bis 2007 Sitz der Provinzverwaltung der Rheinisch-Westfälischen Ordensprovinz. Zur Klosteranlage gehört die Barockkirche St. Franziskus. Seit 2013 werden Teile des Klosters von einem Konvent des Deutschen Ordens genutzt.

## Geschichte
Auf persönlichen Wunsch des Trierer Kurfürsten Philipp Christoph von Sötern siedelten sich die Kapuziner 1627 in Ehrenbreitstein an. Am 18. Oktober 1628 wurde der Grundstein zur Erbauung eines Klosters gelegt. Der Bau wurde 1629 vollendet und den Aposteln Philippus und Jakobus als Schutzpatrone geweiht.
Im Dreißigjährigen Krieg wurde Ehrenbreitstein 1636 samt Kapuzinerkloster verwüstet, da es harte Kämpfe um die oberhalb der Stadt liegende Festung Ehrenbreitstein gab. Der Wiederaufbau erfolgte 1655 unter Kurfürst Karl Kaspar von der Leyen. Ein Jahr später erhielt das Kloster unter Weihbischof Otto Johann Theodor von Senheim (1633–1662) die Schutzpatrone Franz von Assisi, Karl Borromäus und Apostel Philippus.
Nach der Eroberung durch französische Revolutionstruppen und der folgenden Säkularisation von Kirche und Kloster kamen die Güter der Kapuziner zunächst 1803 an Nassau-Weilburg, später an das Herzogtum Nassau. Am 16. Februar 1813 wurde das Kloster geräumt, die Inneneinrichtung verkauft. Preußen übernahm schließlich 1815 das Kloster als Teil seiner Rheinprovinz und richtete im Klostergarten ein Traindepot und Kasernen ein. Die Klostergebäude um den Kreuzgang wurden 1860 weitgehend abgerissen. Am 29. Juni 1861 kehrten die Kapuziner in ihr Kloster nach Ehrenbreitstein zurück und richteten sich in den verbleibenden Gebäuden ein. 1865 starb hier Graf Hermann von der Schulenburg (1829–1865), ehemals preußischer Offizier, später Pater Ludovikus OFMCap. Im Kulturkampf mussten die Kapuziner von 1875 bis 1887 erneut das Kloster verlassen. Danach wurden weitere Gebäude, ehemalige Wohnhäuser entlang der Humboldtstraße nördlich der Kirche, zur Klosternutzung angekauft.
Das Kapuzinerkloster wurde 1908 Sitz der Provinzverwaltung der Rheinisch-Westfälischen Ordensprovinz. 1930 kauften die Kapuziner das benachbarte Konradhaus an und richteten hier für ihre Jugendhilfeeinrichtung Seraphisches Liebeswerk ein Lehrlingsheim ein. Dazu wurde zwischen Konradhaus und Kapuzinerkloster ein Verbindungstrakt errichtet, über dessen Portal bis heute eine Figur von Konrad von Parzham steht. 
Bei einem Luftangriff auf Koblenz wurde das Kloster am 25. September 1944 von einer Luftmine getroffen und das Dach beschädigt. Nach der Zerstörung der Heilig-Kreuz-Kirche bei dem Luftangriff vom 31. Dezember 1944 nutzte die Ehrenbreitsteiner Pfarrgemeinde die Klosterkirche für ihre Gottesdienste. Mit der Fertigstellung eines Neubaus 1964 zog die Gemeinde in das neue Kirchengebäude um. Wegen der Nähe zum Rhein wurde das Kloster 1740, 1920, 1926, 1970, 1993 und 1995 von einem Hochwasser überflutet.
Die Provinzverwaltung der Rheinisch-Westfälischen Ordensprovinz zog 2007 nach Frankfurt am Main um. Die letzten Kapuziner verließen das Kloster in Ehrenbreitstein Ende September 2008. 2013 übernahm ein Konvent des Deutschen Ordens Teile des Klosters und die Pfarrseelsorge. Bereits seit 2009 war die ehemalige Klosterkirche als Ehrenbreitsteiner Pfarrkirche genutzt worden. Bei der Profanierung der Kreuzkirche Ende 2017 erhob der Bischof von Trier die bisherige Klosterkirche auch offiziell zur Pfarrkirche.

## Klosterkirche St. Franziskus
Zum Kapuzinerkloster gehört die 1657 geweihte Kirche St. Franziskus, St. Philippus Ap. und Karl Borromäus. Sie ist die einzige auf Koblenzer Stadtgebiet erhaltene Barockkirche. Die typische Kapuzinerkirche mit Loretokapelle besitzt eine bemerkenswerte Ausstattung aus dem 18. Jahrhundert. Der Hofbaumeister Johannes Seiz errichtete in der Kirche 1753 drei neue Altäre. Gleichzeitig schuf der venezianische Künstler Vincentius Daminij sechs Altarbilder. Die Kanzel wurde 1755 gestiftet, eine Orgel 1760 eingebaut.
Die Klosterkirche ist ein schlichter tonnengewölbter Saalbau aus Tuffquadern. Die Westfront hat drei Giebel. Der mittlere Giebel ist größer als die beiden anderen. Unter dem nördlichen Giebel befindet sich die Loretokapelle, am südlichen ist die Klosterpforte angeschlossen. Die Kirche hat ein Satteldach mit Dachreiter. In einer Nische über dem rundbogigen Portal steht eine Figur der Muttergottes aus dem Jahr 1655. Am Sockel ist das Wappen des Erzbischofs Karl Kaspar von der Leyen angebracht.
Der Innenraum ist bestimmt von dem mit Säulen versehenen holzsichtigen Hochaltar im Chor. Zu den Seiten des Altars wurden 1763 zwei Oratorien eingebaut, die von Rocaillekartuschen gekrönt sind, in denen Löwen das kurfürstliche Wappen halten. Auf der Nordseite befindet sich die Loretokapelle. An der Ostseite des langgestreckten Saals mit Tonnengewölbe steht ein Muttergottesaltar. Der 1739 gestiftete holzsichtige Säulenaltar besitzt eine filigrane Rankenbekrönung mit Heiligenfiguren.
Die heutige Orgel wurde 1925 von Johannes Klais Orgelbau aus Bonn gebaut und 1990 renoviert. Sie ist neben der Gerhardt-Orgel in St. Johannes Enthauptung Koblenz-Metternich die einzige in Koblenz noch vorhandene Orgel aus der Zeit zwischen den Weltkriegen. 

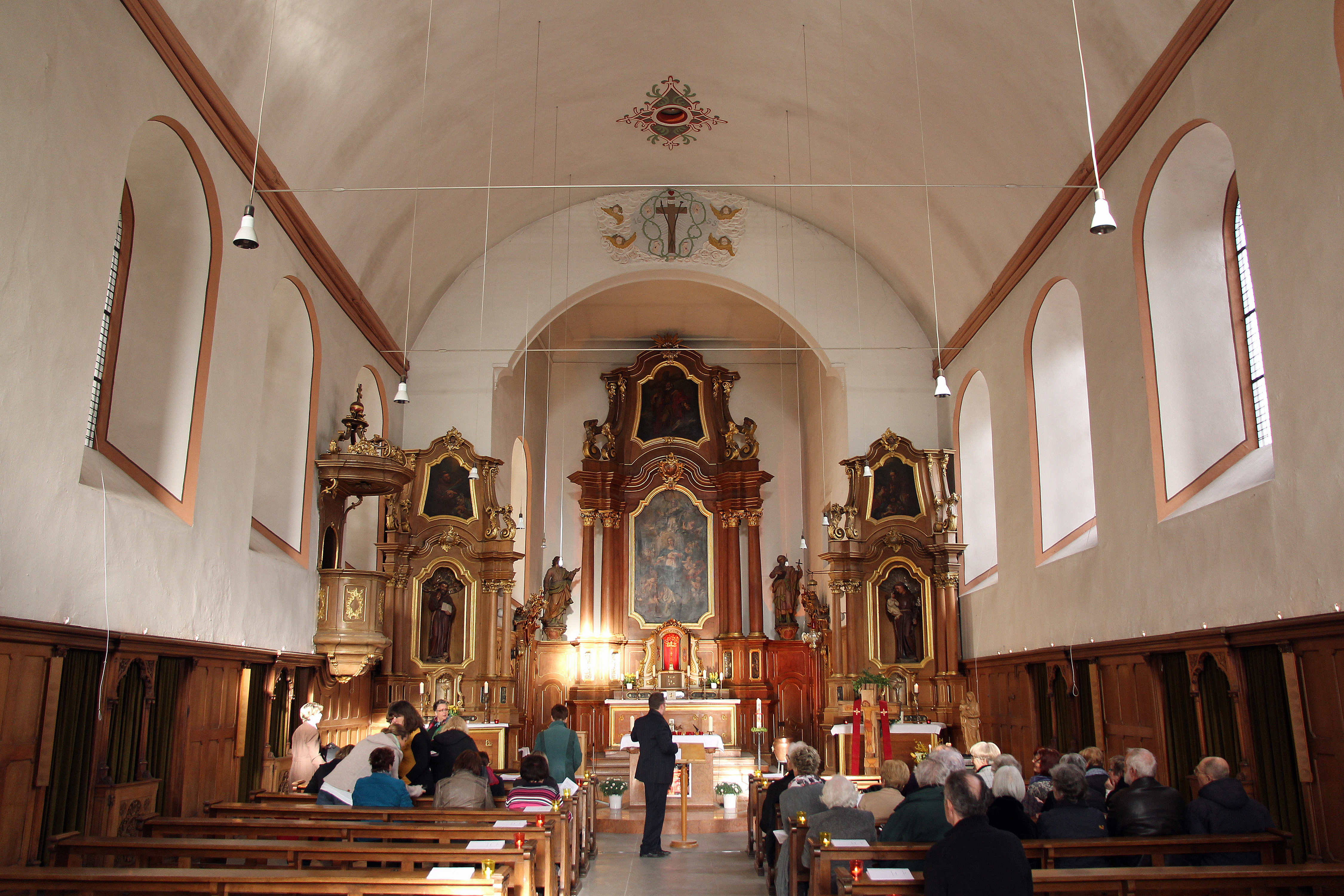
Innenraum der Klosterkirche St. Franziskus
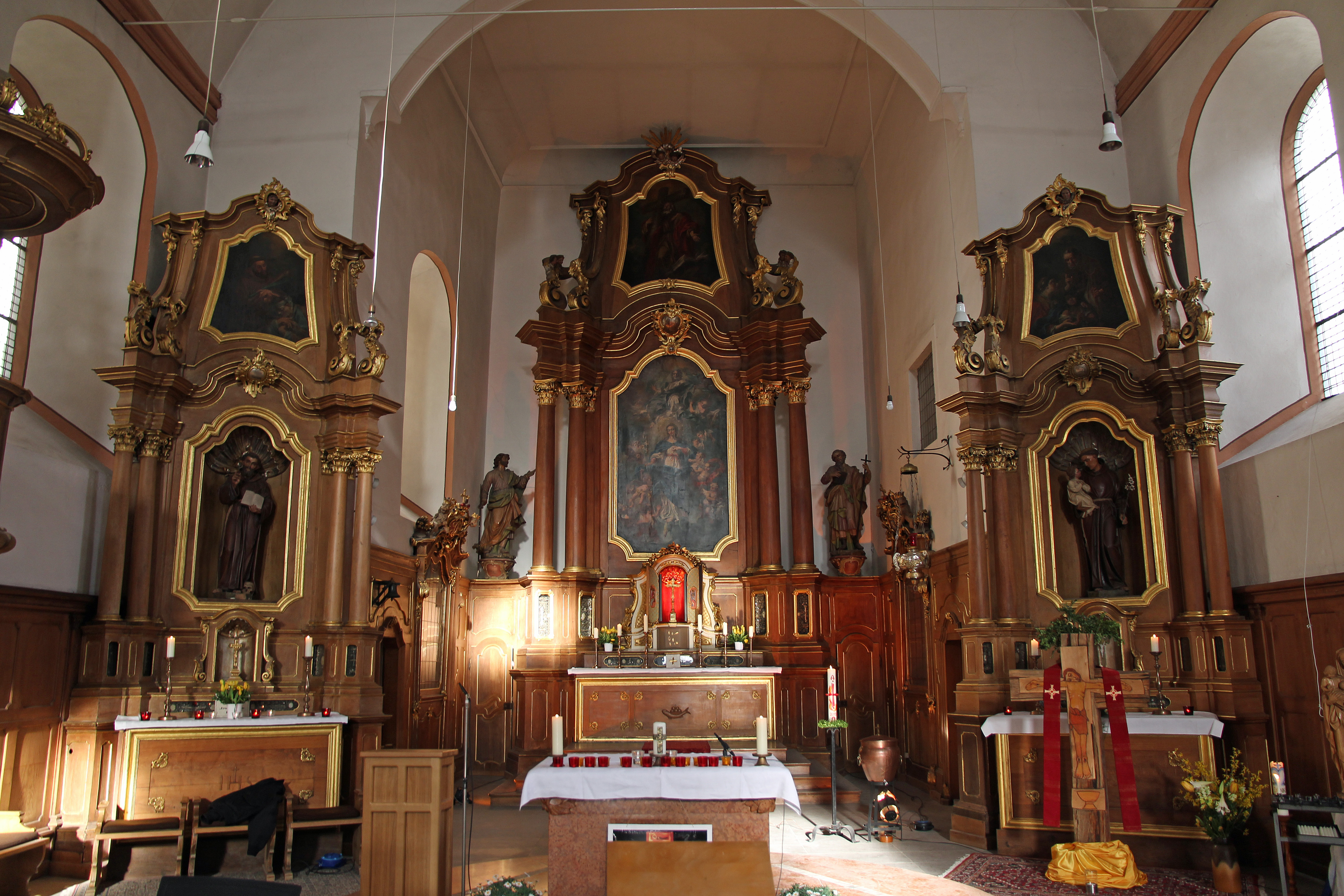
Hochaltar der Klosterkirche St. Franziskus
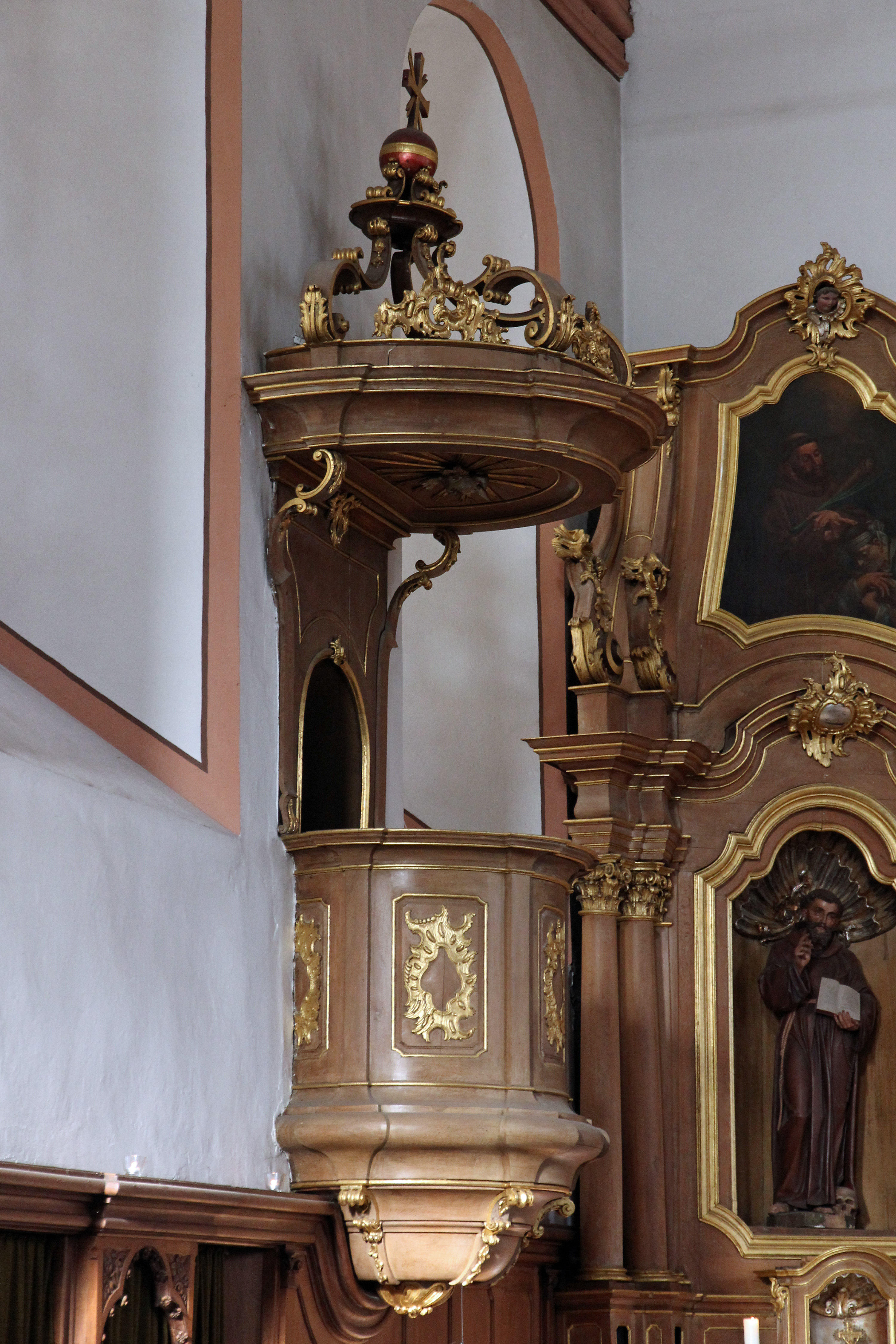
Kanzel der Klosterkirche St. Franziskus
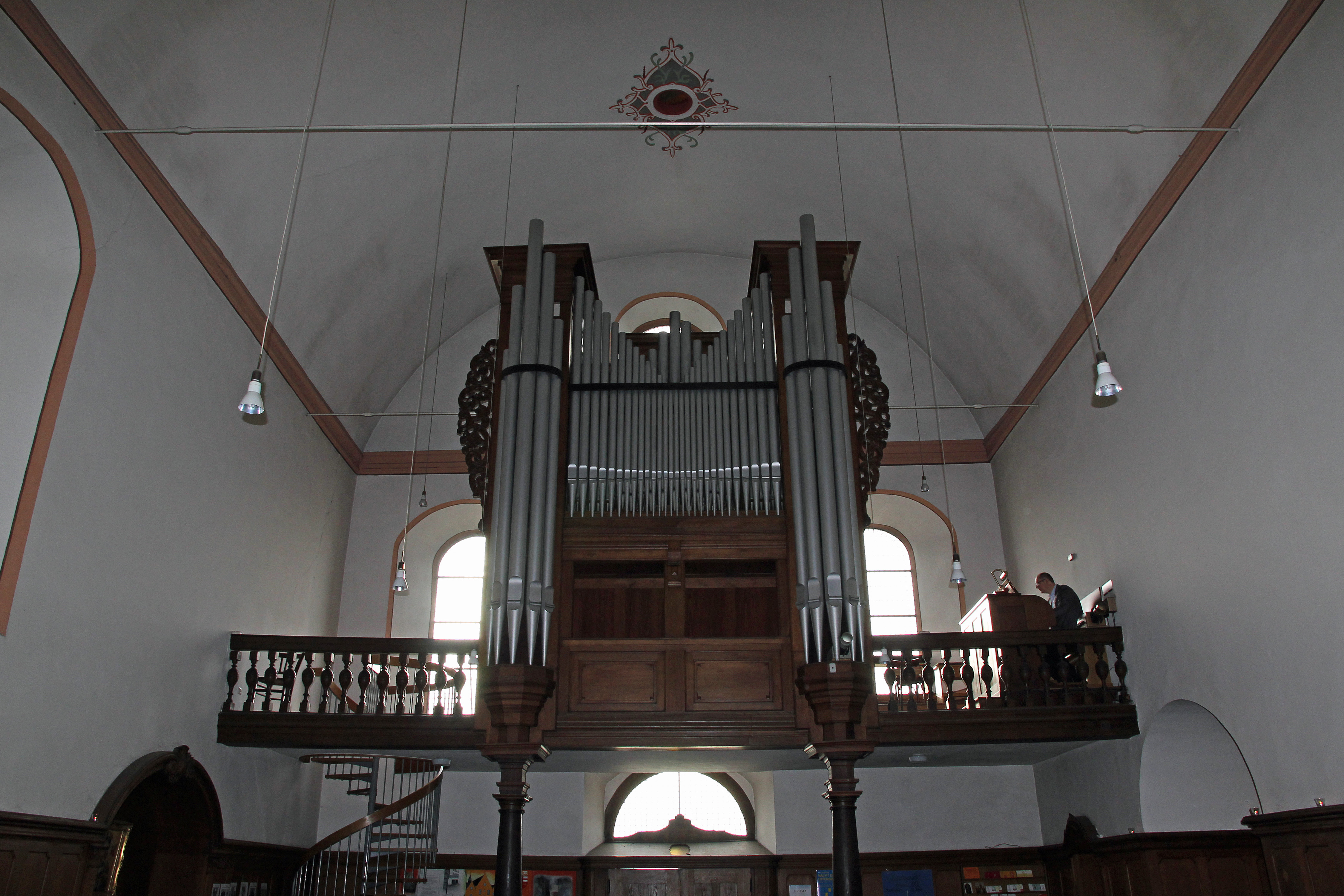
Orgel der Klosterkirche St. Franziskus
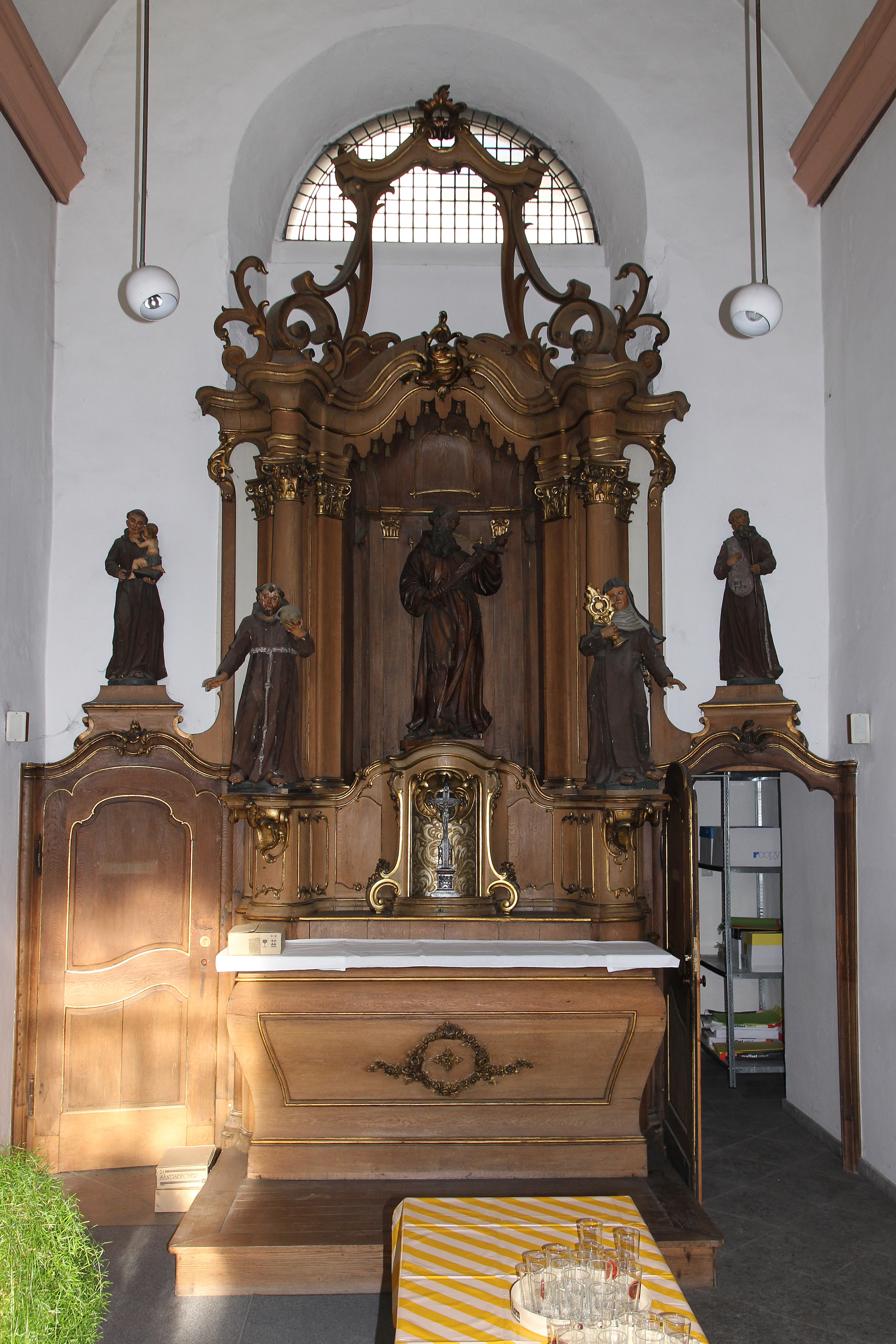
Loretokapelle in der Klosterkirche St. Franziskus

## Denkmalschutz
Die Klosterkirche St. Franziskus ist ein geschütztes Kulturdenkmal nach dem Denkmalschutzgesetz (DSchG) und in der Denkmalliste des Landes Rheinland-Pfalz eingetragen. Sie liegt in Koblenz-Ehrenbreitstein in der Denkmalzone Tal Ehrenbreitstein.
Seit 2002 ist die Klosterkirche St. Franziskus Teil des UNESCO-Welterbes Oberes Mittelrheintal.